# Sonsonate
Sonsonate è il capoluogo del dipartimento di Sonsonate, in El Salvador.

## Storia
Sonsonate è stata la seconda capitale della Repubblica Federale dell'America Centrale, temporaneamente, nel 1834, durante il trasferimento delle sedi amministrative da Città del Guatemala a San Salvador.